# 覺羅坡岱
覺羅坡岱（1683年—1754年），字号不详，满洲正黄旗人。康熙壬午举人，丙戌进士。

## 生平
康熙四十年（1700）考取生員，康熙四十一年（1701）中式舉人，康熙四十五（1706）年登进士，康熙五十二（1712）年五月隨旗行走，乾隆十七年（1752）四月軍政以年老有疾休致，乾隆十九年（1754），卒。

## 家庭
- 曾祖拜音達禮；
- 祖覺羅國幹，騎都尉；
- 父覺羅德爾錦，官正蓝旗蒙古都统，恩加骑都尉兼一云骑尉世职；
- 母他他拉氏；
- 嫡妻棟鄂氏，继妻那拉氏；
- 兄长覺羅蘇岱，康熙壬午科兄弟同榜举人，官中书，中允、覺羅丹岱，国子监助教，工部郎中。[1]